# Abdiel Ruiz
Oscar Abdiel Valdez Ruiz (Córdoba, Argentina, 3 de agosto de 1993) conocido como Abdiel Ruiz es un productor audiovisual, y gestor cultural. Se desempeña en ámbitos de producción cultural y desarrollo personal, músico percusionista. 
Es camarógrafo y editor del programa de televisión Caballos y Placeres.Productor y camarógrafo en el programa Hemisferio Sur, ambos de Telefé, y director de la productora Volcano.
Fue productor artístico y audiovisual de artistas como Miguel Carabajal, Yamila Cafrune, Dúo Coplanacu, Armando Flores. Tocó y compartió escenario con Sergio Galleguillo. Fue fundador del proyecto artístico Sacala a Bailar y Mestre de escola de samba União da Serra.

## Trayectoria
Su pasión por la producción se inicia en la secundaria, cuando comenzó el reconocido Festival Internacional Cinetiza.Fue parte del equipo de producción y coordinación del festival durante siete años. 
En 2013 Integró el coro de la facultad de lenguas y en el 2014 de ContraCoro Al Resto, donde tuvieron lugar en el escenario Próspero Molina Festival Nacional de Folklore Cosquín presentando Negra, blanca y cobriza. Por la patria grande.
En la universidad provincial fue el productor y operador del programa de radio El Espinario durante seis temporadas y comenzó su primera productora independiente llamada Ragnar Producciones donde trabajó con artistas como Miguel Carabajal, Yamila Cafrune, Dúo Coplanacu, entre otros. 
Tuvo un paso como profesor y productor de la Orquesta Benjaminos asociación civil de Walter "Pollo" Díaz. Y en el año 2018 fue mestre y director de batería de la primera escola de samba de Córdoba G.R.E.S União da Serra y productor/fundador del grupo Sacala a Bailar Danza y Percusión.
En el año 2018 inicia la Productora Volcano, donde impulsó a varios artistas locales con producciones independientes, solidarias y comunitarias. 

## Distinciones
- "Declaración     de interés legislativo del Festival de Cine y Artes CINETIZA." 10 años.

## Programas
- Caballos y Placeres Tv - Telefé Córdoba
- Hemisferio Sur Tv - Telefé Córdoba

## Radio
- ENCUENTRO 97.5 - El Espinario (2016)
- ZUMBA LA TURBA 99.5FM - El Espinario (2017-2021)